# 朗読少女
『朗読少女』（ろうどくしょうじょ）は、オトバンクから発売されているiPhone、iPadアプリ及び、ブラウザアプリの製品名である。

## 概要
朗読部に所属しているとの設定の女子高生キャラクター「乙葉しおり」が小説などの書籍を朗読してくれる。音声合成ではなく、声優（ささきのぞみ）の収録した音声を使用している。また、アイテムを追加することで羊を数えてくれるなどの機能を追加することができる。

## 登場人物
乙葉しおり（声-ささきのぞみ）
17歳の女子高校生。濃紺のショートカットにヘアピンを３つ付けており、服装は赤いセーラー服。朗読倶楽部の部員。
内気でおっとりした文学少女。趣味は読書と旅行。一番好きな小説は宮沢賢治の「銀河鉄道の夜」。
丙絵ゆい（声-徳井青空）
朗読倶楽部の部長。一部の派生作品のみ登場。
甲原みかえ（声-なし）
朗読倶楽部の部員。一部の派生作品のみ登場。

## iPhoneアプリ版
app storeのブックカテゴリで無料で入手することができ、追加で有料の専用電子書籍コンテンツを購入する形態となっている。2010年7月19日の発売開始から3カ月で18万件、半年で約40万の本体アプリのダウンロードがあった。開発者は榊正宗。

## ブラウザアプリ版
2015年7月より、パソコン、iOS端末、android端末の全てで使用できるブラウザアプリ版『朗読少女β』がリリース。
無料登録で一部の朗読を視聴可能であり、月額324円を支払うことで全ての朗読リストが視聴可能となる。開発者は小宮自由。

## 朗読少女 × Falcomヒロインズ
『朗読少女』と日本ファルコムによるコラボレーションアプリで、乙葉しおりに代わり同社のゲームに登場するヒロインキャラクターが朗読する。第1弾として『エステル・ブライト編』を2011年3月31日より配信し、今後この他のヒロインの登場も予定している。オリジナル版と異なり、アプリ本体も有料となっている。
エステル・ブライト編
『英雄伝説VI 空の軌跡』の主人公であるエステル・ブライトが、《英雄伝説シリーズ》の作中小説を朗読する。キャストはゲーム等でもエステルを担当している神田朱未。

## 派生作品

### 書籍
画集
- 朗読少女 公式画集（画・２１名によるイラスト、出版社：LMD株式会社）

学習参考書
- CD付 朗読少女とあらすじで読む日本史（著：水谷俊樹・画：文倉十ほか２名、出版社：中経出版）
- CD付 朗読少女とあらすじで読む世界史（著：村山秀太郎・画：文倉十ほか２名、出版社：中経出版）

オフィシャルブック
- 朗読少女 しおりのフォト日記＆朗読CD オフィシャルブック（出版社：宝島社）

小説
- 小説 朗読少女 ようこそ禁断の図書館へ（著：中村うさぎ、挿画：藤ちょこ、連載誌：電撃G's magazine、出版社：エンターブレイン）

漫画
- 朗読少女 ~Book meets Girl~（原作・藤田かくじ、作画・888 、連載誌：電撃コミック ジャパン、出版社：KADOKAWA/アスキー・メディアワークス）

### CD
イメージアルバム
- 朗読少女 乙葉しおりの音楽日和（歌唱・リツカ/*spiLa*、作曲/編曲・bermei.inazawa/interface、レーベル・Voltage of Imagination）

ボイスドラマ
- 朗読少女 オルフェウスの竪琴/魔法朗読少女マジかる★しおりん（レーベル・FeBe）

### Webラジオ
- 朗読少女RADIO　朗読倶楽部のお時間です（配信元・HiBiKi Radio Station）